# 프렌들리 제도 민주당
프렌들리 제도 민주당(통가어: Paati Temokalati ʻa e ʻOtu Motu ʻAngaʻofa)은 통가의 정당이다. 당명인 '프렌들리 제도'는 제임스 쿡이 통가를 부른 명칭에서 유래했다.

## 역대 선거 결과
- 2010년 통가 총선거

2010년 총선거에서는 무소속 의석 수보다는 적은 의석인 12석을 차지하면서 의석 수의 과반을 차지하지 못했다.
- 2014년 통가 총선거

2014년 총선거에서는 9석을 획득하였다.
- 2017년 통가 총선거

2017년 총선거에서는 25석 중 14석을 획득하여 과반 의석 수를 차지하고 여당이 되었다.
- 2021년 통가 총선거

2021년 총선거에서는 25석 중 적은 의석인 3석을 획득하여 참패 하였다.

## 역대 지도부

### 당수
| 대수 | 이름            | 직함         | 임기                         | 비고        |
| ---- | --------------- | ------------ | ---------------------------- | ----------- |
| 1    | 아킬리시 포히바 | 당수         | 2010년 9월 ~ 2019년 9월 12일 | 임기중 사망 |
| 2    | 세미시 시카     | 당수,전 의원 | 2019년 9월 12일 ~ 현재       |             |

## 같이 보기
- 통가
  - 통가의 군주
  - 통가의 총리
  - 통가의 정치
  - 통가 의회

1. ↑  “Tonga: Freedom in the World 2019 Report”. 《Freedom House》. 2021년 12월 16일에 확인함.